# Hypocycloïde

Construction d'une hypocycloïde.

Une hypocycloïde est une courbe plane transcendante, trajectoire d'un point fixé à un cercle qui roule sans glisser sur un autre cercle dit directeur et à l'intérieur de celui-ci. Il s'agit donc d'un cas particulier de cycloïde à centre, qui est une catégorie de courbe cycloïdale.

## Étymologie et histoire
Le mot est une extension de cycloïde, inventé en 1599 par Galilée, 
et a la même étymologie : il vient du grec hupo (sous), kuklos (cercle, roue) et eidos (forme, « semblable à »). 
La courbe elle-même fut étudiée par Albrecht Dürer en 1525, Rømer en 1674 (qui la baptisa) et Daniel Bernoulli en 1725.

## Définition mathématique
Une hypocycloïde peut être définie par l'équation paramétrique suivante :

{\displaystyle x(\theta )=(R-r)\cos \theta +r\cos \left({\frac {R-r}{r}}\theta \right)\,\qquad (1)}
{\displaystyle y(\theta )=(R-r)\sin \theta -r\sin \left({\frac {R-r}{r}}\theta \right)\,\qquad (2)}
où {\displaystyle R\,} est le rayon du cercle immobile et {\displaystyle r\,} celui du cercle roulant. Avec {\displaystyle q={R \over r}}, cette équation peut donc également s'écrire :
{\displaystyle x(\theta )=r\left[(q-1)\cos \theta +\cos((q-1)\theta )\right]\,}
{\displaystyle y(\theta )=r\left[(q-1)\sin \theta -\sin((q-1)\theta )\right]\,}

### Définition dans leplan complexe
En passant en notation complexe, {\displaystyle z=x+iy} on obtient l'équation suivante :
Si on souhaite de plus faire intervenir le temps {\displaystyle t} pour exprimer la vitesse à laquelle est décrite le mouvement, il faut introduire les deux pulsations {\displaystyle \omega _{1}={\frac {\theta }{t}}={\frac {r}{R-r}}\omega _{2}\,.}
La coordonnée complexe du centre du petit cercle mobile est {\displaystyle (R-r)\mathrm {e} ^{\mathrm {i} \omega _{1}t}} et celle d'un point du petit cercle par rapport à son centre {\displaystyle r\mathrm {e} ^{\mathrm {i} \omega _{2}t}}. La somme de ces deux nombres complexes donne alors la coordonnée complexe d'un point du petit cercle par rapport au centre du grand.
Ainsi et plus généralement, on peut définir une hypocycloïde par son équation dans le plan complexe :
En effet la condition {\displaystyle r_{1}\omega _{1}t=r_{2}\omega _{2}t} exprime l'égalité des longueurs des arcs des petit et grand cercles parcourus durant le temps {\displaystyle t} par le point de frottement et indique donc que le petit cercle ne glisse pas dans sa rotation au sein du grand cercle. De ce fait lorsqu'un point du petit cercle, c'est-à-dire de l'hypocycloïde, entre en contact avec le grand cercle, sa vitesse est nulle ce qui correspond à un point de rebroussement.
Enfin, notons que la définition de l'équation (3) peut être interprétée géométriquement d'une autre manière (propriété de la double génération) en raison de la commutativité de la somme de deux vecteurs et que l'hypocycloïde est également la somme d'un petit mouvement circulaire {\displaystyle r_{2}} auquel s'ajoute un grand mouvement circulaire en sens opposé {\displaystyle r_{1}}.

## Propriétés
La courbe est formée d'arcs isométriques (appelés arches) séparés par des points de rebroussements. Si {\displaystyle q} est rationnel (et peut donc s'écrire q = a/b où {\displaystyle a} et {\displaystyle b} sont des entiers premiers entre eux), {\displaystyle a} représente le nombre d'arches de la courbe. On peut aussi voir ces deux grandeurs de la manière suivante :
- {\displaystyle a} représente le nombre de rotations du cercle roulant nécessaires pour ramener le point mobile à sa position de départ,
- {\displaystyle b} représente le nombre de tours du cercle immobile nécessaires au cercle roulant pour revenir au point de départ.

Les points de rebroussements sont obtenus pour {\displaystyle \theta ={\frac {2k\pi }{q}}}. La longueur d'une arche est de {\displaystyle 8{\frac {q-1}{q^{2}}}R}.

Si {\displaystyle q} est entier, la longueur totale de la courbe vaut {\displaystyle {4 \over \pi }\left(1-{1 \over q}\right)} fois la circonférence du cercle de base, et l'aire totale vaut {\displaystyle \left(1-{1 \over q}\right)\left(1-{2 \over q}\right)} fois celle du cercle de base.
Le théorème de la double génération prouve qu'une hypocycloïde est aussi une péricycloïde, c'est-à-dire la courbe décrite par un point d'un cercle de rayon {\displaystyle r+R} roulant sans glisser sur ce cercle directeur en le contenant.
Les petites oscillations du pendule de Foucault forment également une hypocycloïde.